# امامزاده سلطان مراد
امامزاده سلطان مراد مربوط به دوره قاجار است و در شهرستان گرمسار، بخش مرکزی، دهستان حومه، روستای کردوان واقع شده و این اثر در تاریخ ۲۷ آبان ۱۳۸۶ با شمارهٔ ثبت ۲۰۲۴۲ به‌عنوان یکی از آثار ملی ایران به ثبت رسیده است.